# グローマンズ・チャイニーズ・シアター
TCL・チャイニーズ・シアター（英: TCL Chinese Theatre、通称：チャイニーズ・シアター）は、アメリカ合衆国カリフォルニア州ロサンゼルス、ハリウッド、ハリウッド大通り6925番地に位置する、中国風寺院建築の世界的に著名な劇場である。興行師シド・グローマンによる協力で、世界で最も大きい劇場となるよう意図して1927年に建てられた。ロサンゼルスを代表するアール・デコ建築の一つである。
チャイニーズ・シアター一帯は南カリフォルニアでも最も人々が訪れる観光名所であり、ハリウッド映画の歴史に満ち、アカデミー賞授与式が行われている他、『スター・ウォーズ』など数々の映画の初演が行われてきた中心地でもある。とくにチャイニーズ・シアターの前庭「フォーコート・オブ・ザ・スターズ」に横たわる、ハリウッドで崇敬される俳優や女優のサインや足型などが刻まれたブロックタイルは有名である。
1973年から2001年までは、マン・シアターズ社による買収により「マンズ・チャイニーズ・シアター」という新たな名称で知られていたが、2000年にマン社の経営権を引き継いだパラマウント映画とワーナー・ブラザースの共同所有となり、2002年に再び「グローマンズ・チャイニーズ・シアター」へと名称を戻した。その後2013年1月、中国の大手家電メーカー「TCL集団」が命名権を獲得し、「TCL・チャイニーズ・シアター」の名称とすることを発表した。

## 歴史

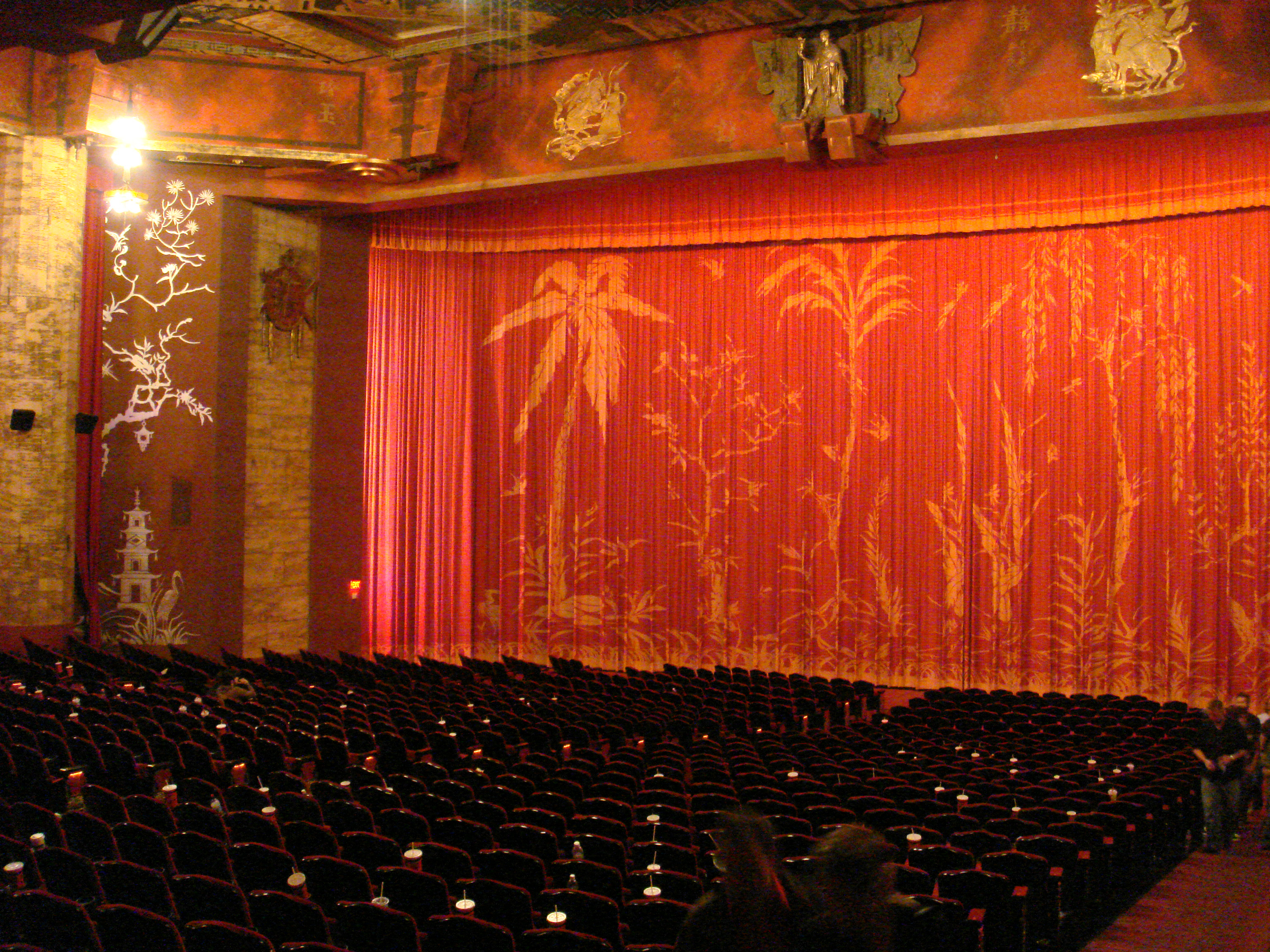
内部

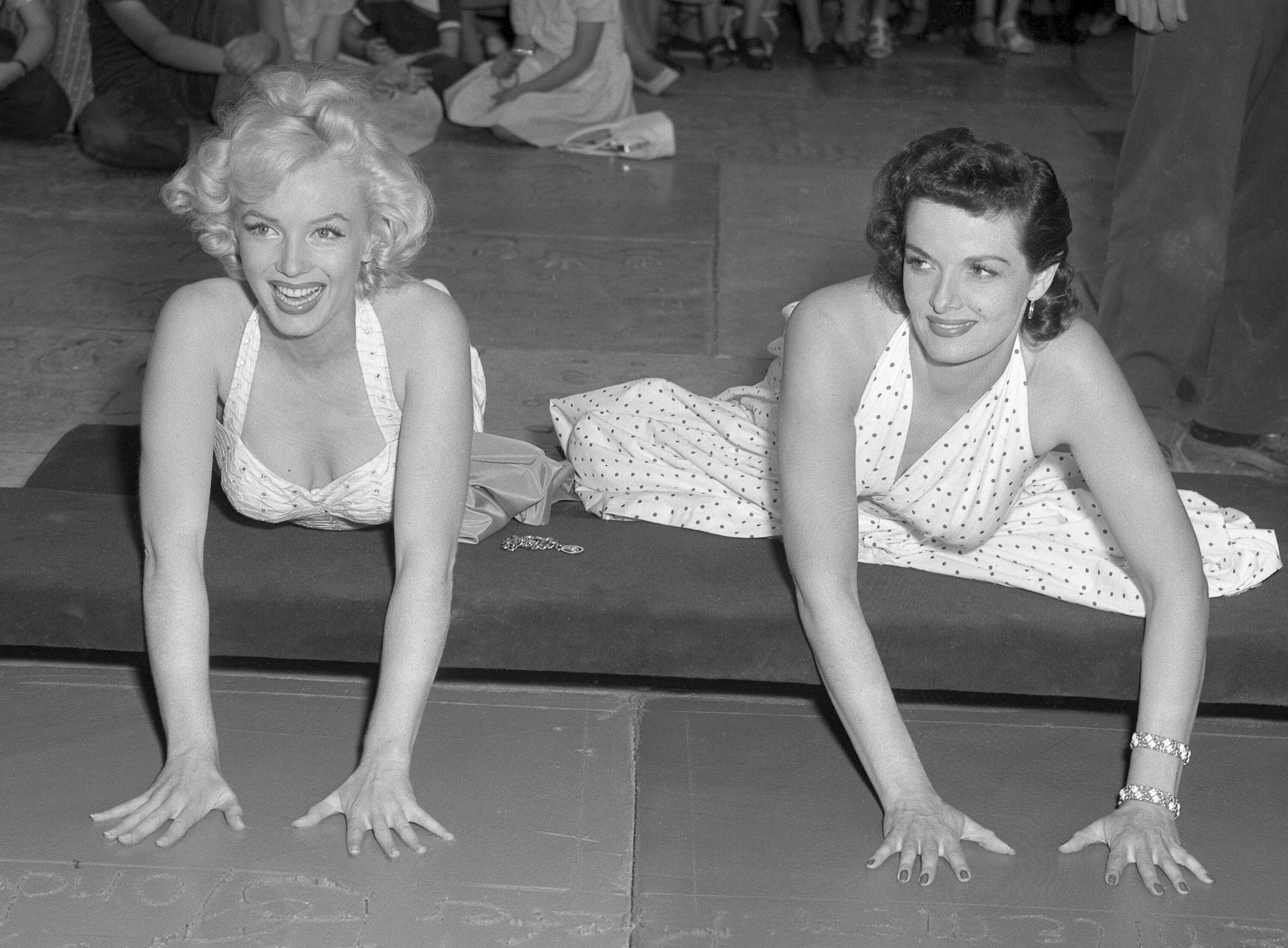
マリリンモンローとジェーンラッセルも、チャイニーズシアター前の歩道に手形を残した (1953年)

チャイニーズ・シアターは、興行師であったシド・グローマンによって建設された。彼はメアリー・ピックフォード、ダグラス・フェアバンクス、ハワード・シェンクらと共に、3分の1の利権を所有していた。シアターはダウンタウン・ロサンゼルスのブロードウェイに立つミリオン・ダラー・シアターと同じく、彼によってつくられたハリウッド史上初の映画初演の中心地でハリウッド大通りにあるグローマンズ・エジプシャン・シアターの近隣に設立された。チャイニーズ・シアターの建築主任は、メイヤー・アンド・ホラー社のレイモンド・M・ケネディと、1927年から1962年まで足型（フットプリント）の催し物を行い、後に「ミスター・フットプリント」として知られることとなる、ジーン・クロスナーの二人であった。

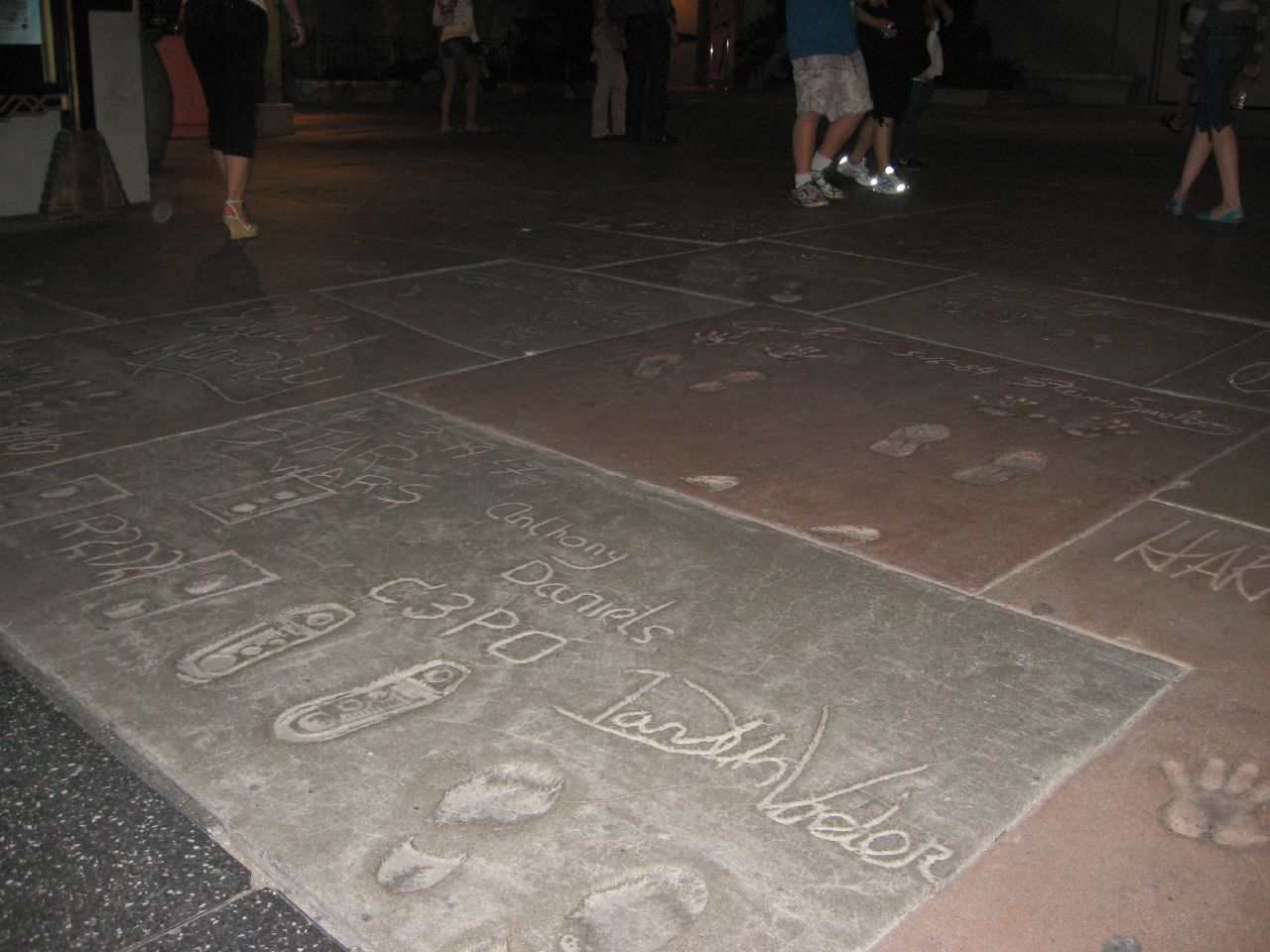
チャイニーズ・シアター前の歩道には、沢山の映画スターの手形や足形がある

劇場の外観は中華風の寺院に似せたもので、前面を横切る巨大な中国の竜、メイン・エントランスを護る2つの石製の獅子、そして銅製屋根の側面を上り下りする小さな龍のシルエットが特徴的である。
チャイニーズ・シアターは、劇場の前庭にあるセメントタイルに刻印されているおよそ200人のハリウッド・スター達の手形、足型、そしてサインが集まる場所としても有名である。伝承によれば、こうした刻印を集める伝統が始まったのは、この施設を建設したシド・グローマンがハリウッド大通りに立ちシアターの建設を監督していた、1927年のある日のことだという。彼がシアターに建設されている中華風の仏塔の頂上で作業する作業員の一団を見ていた際、グローマンはもっと良く見えるようにと後ろへ一歩下がった。すると彼は、他の作業員がシアターの外で歩道を舗装するために敷いた、まだ乾ききっていないセメントの部分を誤って踏んでしまった。そこで下を見おろすと、彼は固まっていないセメントの中に自分の足型を残していることに気づいた。このことがきっかけで、グローマンはシアター入り口の外側のセメントの地面に、映画スターの足型を刻むというアイディアを閃いたのである。
この名誉ある伝統の種類も様々で、ハロルド・ロイドの眼鏡、グルーチョ・マルクスとジョージ・バーンズのタバコ、ベティー・グレーブルの脚、ジョン・ウェインの拳、アル・ジョルソンの両膝、ソニヤ・ヘニーのアイススケート靴底の刃、ジミー・デュランテとボブ・ホープの鼻など、多種多様の刻印がある。西部劇の映画スター、ウィリアム・S・ハートとロイ・ロジャースは、銃の刻印を残した。トム・ミックスの愛馬「トニー」、ジーン・オートリーの愛馬「チャンピオン」、そしてロジャーズの愛馬「トリガー」の足跡は、映画でそれぞれの背中に跨り出演した映画スターの刻印の隣に残されている。子役のシャーリー・テンプルは裸足の足型を残している。また、映画産業界とは関係が無いにもかかわらず、このシアター前方の地面に署名と手形を残した唯一の人物は、グローマンの母親だった。
エンターテインメント界に功績のあった人々の栄誉を称える施設としては「ハリウッド・ウォーク・オブ・フェーム」があるが、本施設の刻印対象者に選出されるにはハリウッド・ウォーク・オブ・フェームよりも厳しい。2023年9月、ミュージシャンのYOSHIKIが日本人として初めて手形と足形を刻んだ。
チャイニーズ・シアターは豪華なファンファーレと共に1927年5月18日に開場、竣工の大規模な宣伝が行われた後、セシル・B・デミルによる「キング・オブ・キングス」が初演された。しかし、当時このチャイニーズ・シアターは、他のどの劇場よりも建設にコストがかかった。そのためシド・グローマンは1929年に、劇場の権限をウィリアム・フォックスの運営するフォックス・ウェストコースト・シアターズへ売却したが、1950年に逝去するまでシアターの運営取締役として関わった。
1968年、シアターが歴史・文化的名所として公表され、修復計画が提案されて建物が修復されるようになった。その後1973年に、チェーン展開していたマン・シアターズの所有者で女優ロンダ・フレミングの夫でもあった、テッド・マンがシアターを買収、その名称を「マンズ・チャイニーズ・シアター」と改めた。しかしマン・シアターズの倒産もあり、2002年には元の「グローマンズ・チャイニーズ・シアター」という名称が再び劇場の前面に掲げられることとなった。建物から独立したチケット売り場が撤去されたことにより、広場が広々したものになり、通りから遮るものなく全容を見渡せるようになった。
チャイニーズ・シアターでは、これまで数多くの映画の初演が行われてきたが、その際には大勢の著名人が鑑賞のため来場している。また1944年から1946年の間、アカデミー賞授与式の会場となり、現在同式典が行われているドルビー・シアター（旧 コダック・シアター）とは隣接している。

## 大衆文化

### 映画

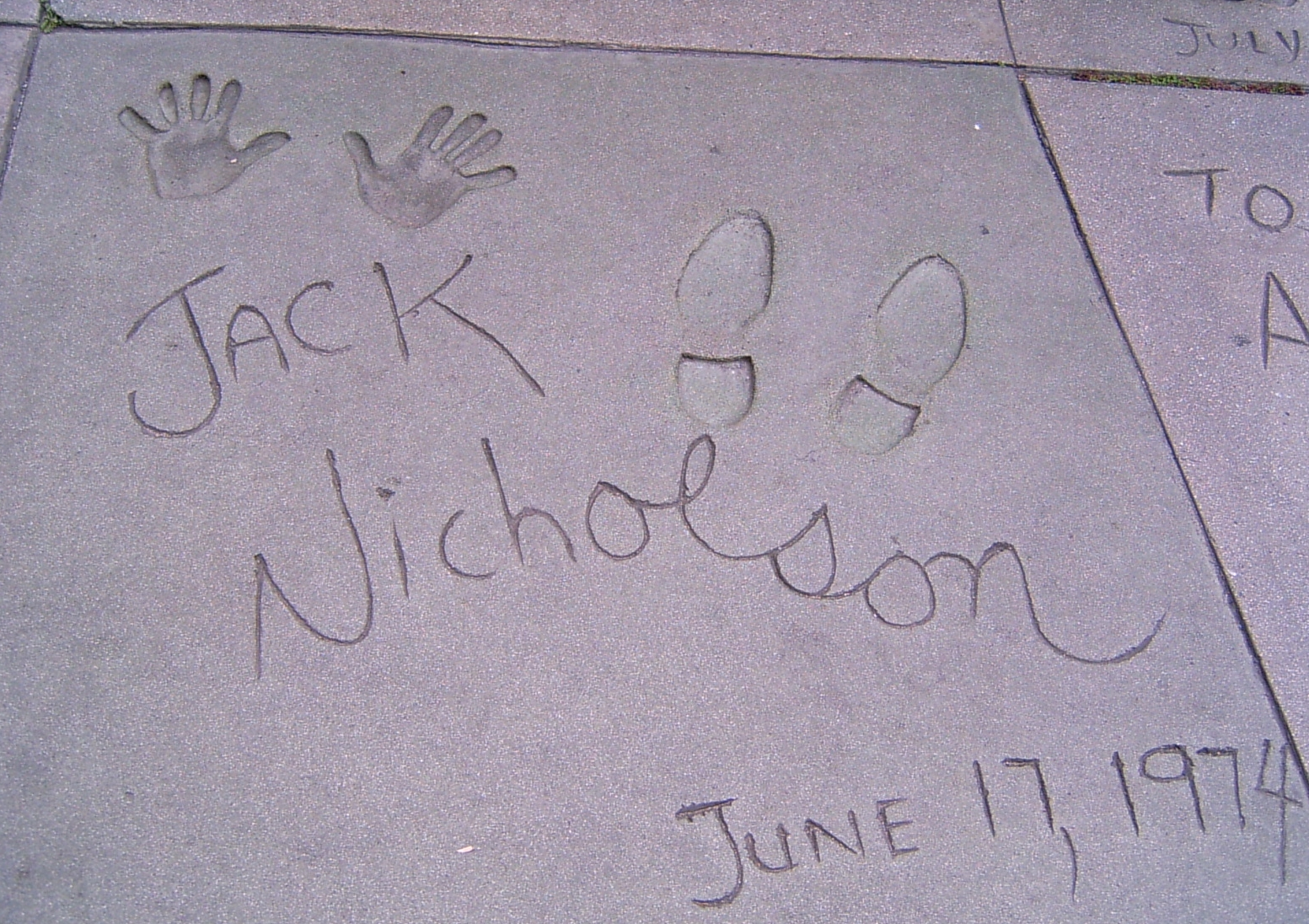
ジャック・ニコルソンの手形と足型

1974年、コメディ映画「ブレージングサドル」の中でクリーヴォン・リトルとハーヴェイ・コーマン演じるキャラクターが、チャイニーズ・シアターの前で銃撃戦を行うシーンがある。また、1995年の映画「スチュアート・セイブズ・ヒズ・ファミリー」では、映画の登場人物であるスチュアートが、過去に経験したロサンゼルスへのひどい家族旅行を思い起こす回想シーンで、シアターが登場する。その時彼の子供たちは、ボブ・ホープ、マリリン・モンロー、ソフィア・ローレンら映画スターの刻印についてふれている。そのほか、ロバート・ゼメキス監督の映画「フォレスト・ガンプ」では、登場人物のジェニーがヒッピーだった頃のシーンでチャイニーズ・シアターを見ることが出来る。アニメ映画「キャッツ・ドント・ダンス」でも、キャラクターのダニーがハリウッドに到着する際にシアターが登場する。

### テレビ
テレビドラマ「アイ・ラブ・ルーシー」のとあるエピソードでは、ルーシーとエッセルがシアターを訪れた際、ジョン・ウェインの手形が刻印されているセメントブロックがゆるいことを発見し、お土産として家に持って帰ろうと試みる。その次のエピソードでは、彼らがジョン・ウェインと会い、元の場所に戻そうとする。また、「じゃじゃ馬億万長者（ビバリー・ヒルズ・ビリーズ）」のあるエピソードでも、シアターの外に手形や足型を置くというシーンがある。
また、「シンプソンズ」のエピソード「ビヨンド・ブランダードーム」で、登場人物がチャイニーズ・シアターの前を通るシーンがある。この際シアターは著しく破壊されている。他には、「フューチュラマ」のエピソード「ザッツ・ロブスターテイメント」でも、31世紀の未来に「ローズ・ガダフィズ・マンズ・グローマンズ・チャイニーズ・シアター」として登場するシーンがある。

### 音楽
ケリー・ローランドの曲「ストール」では、マリリン・モンローのコーラスに沿ってシアターのことが触れられている。その他、ミッシェル・ペンのアルバム、「ミスター・ハリウッド・ジュニア、1947」に収められている曲「ウォルター・リード」、ウィル・スミスの1997年のアルバム、「ビッグ・ウィリー・スタイル」で歌うキース・B・リアルの歌詞にも、シアターは登場する。同じく1997年、オルタナティヴ・バンドの「ネイキッド」が、「マンズ・チャイニーズ」という曲をリリースした。この曲では映画「バットマン リターンズ」の初演など、シアターでのいくつかの出来事を強調する事に加え、浅く無益なハリウッド文化への批判も見え隠れする。この曲はラジオでもまずまずのヒットを記録、テレビ番組「バフィー 〜恋する十字架〜」のエピソードにも登場した。また、歌手のヤコブ・ベルワージィも、自身のヒット曲「チャイナタウン」の中で、「マンズ・チャイニーズ・シアター・パーティ」について歌っている。

### その他
ゲームソフト「トニー・ホークス・アメリカン・ウェイストランド」の中のハリウッドステージにも、シアターが登場する。
作家ティム・パワーズの小説「スリー・デイズ・トゥー・ネヴァー」の中で、1928年に作られたチャーリー・チャップリンの足型が、アルベルト・アインシュタインと彼の娘が作り上げたタイムマシンの一部を形作っている場面がある。この小説の中では、チャップリンに対して大きな共産主義的非難が向けられた1950年代に彼の足型がシアターの前方にある地面から取り外され、以降所在不明ということになっている。
ディズニーワールドにある中心的なアトラクション「ディズニー・MGM・スタジオ」には、シアターを再現した建物がある。建物は、オーディオアニマトロニクス技術で再現された古典的な映画シーンの中を観客が通りぬけるアトラクション、「ザ・グレート・ムービー・ライド」を収容していていたが、2020年3月に「ミッキーとミニーのラナウェイ・レールウェイ」をオープン予定。